# Hernán Manrique
Hernán Gabriel Manrique (Buenos Aires, Argentina, 17 de agosto de 1973 - Buenos Aires,  Argentina, 19 de mayo de 2023) fue un exfutbolista argentino que jugaba como volante.

## Trayectoria

### Nueva Chicago
Manrique debutó en Nueva Chicago en 1990. En el año 2000 regresó al club y en su primera temporada ascendió a Primera División. Su segundo paso en el club duró hasta el 2002.

### All Boys
En 1991 pasó a All Boys. En 1993 se coronó campeón de la B Metropolitana y obtuvo el ascenso a la B Nacional. Jugó en el albo hasta 1996.

### Belgrano
En 1996 se unió a Belgrano. En 1998 llegó a la final de la B Nacional, pero cayó ante su clásico rival. Luego de perder la final logró el ascenso a Primera División, a través del reducido. Jugó en Belgrano hasta 1999.

### Unión
En 1999 pasó a Unión, donde tuvo un breve paso.

### Macará
En el año 2003 tuvo su primera experiencia en el extranjero, cuando viajó a Ecuador, para sumarse a Macará.

### Huracán
En 2004 volvió a Argentina y se unió a Huracán.

### Chacarita
Después de su pasó por el globo llegó a Chacarita.

### Atlético Tucumán
En 2006 se mudó a San Miguel de Tucumán, para vestir la camiseta de Atlético Tucumán. En el decano jugó una temporada.

### Unión de Sunchales
En 2007 pasó a Unión de Sunchales, donde jugó una temporada y se retiró del fútbol.

## Clubes
| Club               | País      |
| ------------------ | --------- |
| Nueva Chicago      | Argentina |
| All Boys           | Argentina |
| Belgrano           | Argentina |
| Unión              | Argentina |
| Macará             | Ecuador   |
| Huracán            | Argentina |
| Chacarita          | Argentina |
| Atlético Tucumán   | Argentina |
| Unión de Sunchales | Argentina |

## Palmarés
| Título          | Equipo   | País      | Año     |
| --------------- | -------- | --------- | ------- |
| B Metropolitana | All Boys | Argentina | 1992/93 |